# Hamburger Flugzeugbau
Hamburger Flugzeugbau (HFB) var en flygtillverkare i Hamburg som startades 1933 av Walther Blohm och 1937 integrerades med moderbolaget Blohm & Voss
Efter kriget fusionerades HFB med Weserflug Flugzeugbau och Siebel Flugzeugwerke blev Flugzeugbau Nord. Hamburger Flugzeugbau gick samman med Messerschmitt 1968 och med Bölkow 1969 för att bilda Messerschmitt-Bölkow-Blohm (MBB). MBB blev i sin tur DASA som ingick i Daimler-Benz (DaimlerChrysler) fram till 2000 då EADS bildades. 

## Flygplan
- Blohm & Voss BV 40
- Blohm & Voss Ha 135
- Blohm & Voss Ha 136
- Blohm & Voss Ha 137
- Blohm & Voss BV 138
- Blohm & Voss Ha 139
- Blohm & Voss Ha 140
- Blohm & Voss BV 141
- Blohm & Voss BV 142 Kastor
- Blohm & Voss BV 143
- Blohm & Voss BV 144
- Blohm & Voss BV 155
- Blohm & Voss BV P 188
- Blohm & Voss BV P 200
- Blohm & Voss P 212
- Blohm & Voss BV 222 Wiking
- Blohm & Voss BV 238
- Blohm & Voss BV 246 Hagelkorn